# León Cáceres Torres
León Cáceres Torres (Huancayo, 9 de mayo de 1984) es un director de cine, guionista y actor peruano.

## Biografía
Nació el 9 de mayo de 1984 en la ciudad incontrastable de Huancayo En la provincia de Huancayo en la región Junín. Teniendo un parentesco por sus tátara abuelos con el Mariscal Andrés Avelino Cáceres Dorregaray, Curso estudios en el colegio santa Isabel de Huancayo, Entre los años 2003 y 2021 ha dirigido varias películas y cortometrajes, como el cortometraje “Desamor” exhibido en el centro cultural CAFAE-SE de Lima. En el ciclo de cine regional del centro del año 2009, figura en el libro de las miradas múltiples de la universidad de lima, de los docentes Jaime luna victoria y Emilio Bustamante.
En 2010 y 2011 dirigió y actuó en los largometrajes En las Venas de Santana y Te juro amor eterno. Dos años antes ingresó en la  Universidad Peruana los Andes (UPLA) para cursar la carrera de ciencias de la Salud, pero finalmente abandonó la carrera para continuar sus proyectos en el cine peruano y regional.
En 2013 comenzó estudios de Ciencias de la Comunicación en la UCCI de Huancayo, con el propósito de especializarse en producción audiovisual. Dos años más tarde, en 2014, dirigió Como no creer en Dios. Cuatro años después Cáceres ganó un premio en el festival de cine de Chiclayo otorgados por los organizadores.
Es un representante del cine regional y andino con numerosas producciones fílmicas, y ha participado en festivales y concursos del ministerio de cultura del Perú. Aplicando a cada film un estilo de Cine de Guerrilla. En 2020 fue beneficiario de las líneas de apoyo para la cultura para realizar su película “Lasuntay”.

## Filmografía
- El condenado (2005, 60 min, ficción-terror) director, actor, guionista
- Desamor (2007, 20 min, Cortometraje) director, actor
- La soga (2008, 45 min, ficción) director
- Identidad (2009, 56 min, ficción), productora, Jade Films, actor
- Orcus El viajero del Tiempo (2010, 98 min, ficción) actor
- Te Juro amor eterno[15] (2010, 115 min, ficción), director y actor
- La Abuela (2011, 82 min, ficción) actor
- Rosa (2010, 77 min, ficción), actor[16]
- En las Venas de Santana[17] (2011, 167 min, ficción-suspenso), Director, guionista, actor
- Como no creer en Dios[18] (2014, 126 min, ficción), Director de fotografía, director, actor, editor
- Recuérdame (2014, 12 min, ficción- cortometraje) Director
- La copa. (2015, 15 min, ficción- cortometraje) Director
- Atardecer. (2013, 17 min, ficción- cortometraje) Director
- Catarsis (2017, 20 min, ficción- cortometraje) Director, actor
- El último Romeo (2015, 12 min, ficción- cortometraje) director, actor
- El sueño de la serpiente. (2012, 11 min, ficción- cortometraje) Director
- La madre. (2010, 10 min, ficción- cortometraje) Director
- Remembranzas de Bullying (2018, 88 min, ficción), director,     guionista y director de fotografía [4]
- Lasuntay (2023,80 min, documental), productor y director de fotografía.
- El santiaguero Ali (2023,47 min, ficción) Director
- Duro de pagar  (2023,22 min, ficción) Director de fotografía, actor

## Premios
- Reconocimiento Casa de la cultura Héroes de Azapampa 2010- Chilca - Perú
- Festival Casa de la cultura Héroes de Azapampa 2011- Chilca - Perú
- Festival de  teatro Andino UCC, premio Mejor Actor, 2013
- Festival de teatro Sara Jofre Ica - Perú, reconocimiento.
- Festival de Cine de Chiclayo.
- Festilatin[19] -  Huancayo.[20] Festival de cine Huancayo 2017[21]
- Selección oficial Festival de cine de Ayacucho 2017
- Reconocimiento como Gestor cultural, asociaciones de Layas del centro.2022